# Målagöl (Urshults socken, Småland)
Målagöl är en sjö i Tingsryds kommun i Småland och ingår i Mörrumsåns huvudavrinningsområde.